# Rue Arnaud-Bernard
Pour l’article homonyme, voir Rue Escoussières-Arnaud-Bernard.
La rue Arnaud-Bernard (en occitan : carrièra Naut Bernat) est une voie de Toulouse, chef-lieu de la région Occitanie, dans le Midi de la France.

## Situation et accès

### Description
La rue Arnaud-Bernard est une voie publique. Elle se trouve dans le quartier Arnaud-Bernard.
Elle naît au nord de la place des Tiercerettes, dans le prolongement de la rue de la Chaîne. Longue de 104 mètres, elle est orientée au nord. Après avoir reçu successivement la rue Gramat à droite et la rue des Quêteurs à gauche, elle se termine en débouchant sur la place Arnaud-Bernard.
La chaussée compte une seule voie de circulation automobile à sens unique, de la place des Tiercerettes vers la place Arnaud-Bernard. Elle appartient à une aire piétonne où la circulation est réglementée et la vitesse limitée à 6 km/h. Il n'existe pas d'aménagement cyclable.

### Voies rencontrées
La rue Arnaud-Bernard rencontre les voies suivantes, dans l'ordre des numéros croissants (« g » indique que la rue se situe à gauche, « d » à droite) :
1. Place des Tiercerettes (g)
2. Rue de la Chaîne (d)
3. Rue Gramat (d)
4. Rue des Quêteurs (g)
5. Place Arnaud-Bernard

## Odonymie
L'identité d'Arnaud Bernard, qui a donné son nom à la rue, à la place et en fin de compte au quartier Arnaud-Bernard, n'est pas assurée. Il s'agit sans aucun doute d'un notable toulousain de la première moitié du XIIe siècle. Il doit peut-être être identifié – si l'on suit l'historien américain John Hine Mundy (en), spécialiste de l'histoire médiévale de Toulouse – à un certain Arnaud Bernard « du haut du Bourg » (Arnaldus Bernardus de Capite Burgi en latin médiéval), ce qui indiquerait qu'il vivait au nord du bourg qui s'est développé au cours du XIIe siècle autour de l'abbaye Saint-Sernin. Il serait alors fils de Bernard-Arnaud, qui joue un rôle avec l'abbé de Saint-Sernin dans la fondation de la sauveté de Matepezoul, au nord de Toulouse, et frère d'un autre Arnaud-Bernard, aumônier de l'hôpital Saint-Raymond entre 1118 et 1125. C'est de la même époque que datent d'ailleurs les premières mentions de la porte Arnaud-Bernard (emplacement de l'actuel no 13) : le nom d'Arnaud-Bernard est d'abord celui de la porte (porta Arnaldi Bernardi en latin, 1125), avant d'être appliqué à la rue.
Le nom de la rue Arnaud-Bernard n'en changea d'ailleurs presque jamais, quoiqu'on lui connaisse aussi, aux XVe et XVIe siècles, celui de rue de la Sérène, car on y trouvait une hôtellerie à l'enseigne de la Sirène (serena en occitan). En 1794, pendant la Révolution française, on lui attribua quelque temps celui de rue Beaurepaire, en hommage à Nicolas Beaurepaire, lieutenant-colonel du 1er bataillon des volontaires de Mayenne-et-Loire, héros de la bataille de Verdun menée en 1792 contre les Prussiens lors des guerres de la Révolution française.

## Patrimoine et lieux d'intérêt
- no  2 : immeuble. 
L'immeuble, avec son ornementation de brique, est caractéristique de l'architecture néo-classique toulousaine du deuxième quart du XIXe siècle. La façade sur la rue, haute de trois étages, se développe sur trois travées. Au 1er étage, les fenêtres sont encadrées de pilastres à chapiteaux corinthiens soutenant un entablement décoré de motifs végétaux et une large corniche. Un balcon filant orné d'un garde-corps à motifs géométriques en fonte réunit les fenêtres. Au 2e étage, les fenêtres ont un chambranle mouluré surmonté d'une frise, et des garde-corps à balustres en fonte[2].

- no  9 : maison. 
La maison, construite dans la deuxième moitié du XVIIIe siècle, ne possède qu'un étage. La porte a conservé une imposte en fer forgé aux motifs géométriques[3].

- no  14 : immeuble. 
L'immeuble, construit en corondage, date probablement du XVIIe siècle. Il s'élève à l'angle de la rue Gramat. Le pan de bois est masqué par l'enduit[4].

- no  18 : immeuble. 
L'immeuble, avec son ornementation de céramique, est caractéristique de l'architecture néo-classique toulousaine du deuxième quart du XIXe siècle. La façade sur la rue, haute de trois étages, se développe sur trois travées. Au 1er étage, les fenêtres sont encadrées de hauts pilastres cannelés à chapiteaux corinthiens soutenant un entablement chargé d'une frise de palmettes. Au 2e étage, les fenêtres sont surmontées d'une frise où alternent les motifs végétaux et les animaux fantastiques, et d'une corniche[5].

- no  21 : immeuble. 
L'immeuble, construit au XVIIIe siècle, est de style classique. L'arc de la porte est surmonté d'une agrafe sculptée d'un blason[6].

- no  22 : immeuble. 
L'immeuble, de style Art nouveau, est construit dans la première décennie du XXe siècle. Aux étages, les travées – une plus large au centre, deux plus étroites sur les côtés – sont percées de fenêtres aux décors différents. Au 1er étage, les fenêtres sont surmontées de fines corniches moulurées. Le balcon continu, soutenu par des consoles feuillagées, possède un garde-corps en fonte aux motifs géométriques et végétaux. Au 2e étage, les fenêtres sont surmontées de corniches qui se terminent en tiges végétales. La travée centrale est mise en valeur par un balcon plus large, soutenu par de lourdes consoles, et doté d'un garde-corps en fonte dont les motifs reproduisent celui de l'étage inférieur, tandis que, dans les travées latérales, les fenêtres ont des balconnets dotés de garde-corps aux motifs plus simples. Au 3e étage, les fenêtres ont des arcs en anse de panier outrepassés. Elles ont de plus des balconnets ornés de garde-corps en fonte et sont surmontées par un décor de guirlandes. L'élévation est couronnée par une corniche à modillons[7].

- no  23 : immeuble. 
L'immeuble, de style néo-classique, est construit dans le premier quart du XIXe siècle. Les niveaux sont décroissants et séparés par des corniches moulurées. Les fenêtres du 1er étage sont mises en valeur par un encadrement de pilastres à chapiteaux corinthiens en terre cuite et sont surmontées d'une corniche[8].